# Hriadky
Hriadky (maďarsky Gerenda) jsou obec na Slovensku, v okrese Trebišov v Košickém kraji. Žije v nich 416 obyvatel.

## Historie
První písemná zmínka o vesnici pochází z roku 1321. Vesnice v prvních desetiletích 14. století patřila šlechtici Petrovi, synovi Petena. Petr svými politickými názory ztratil důvěru krále Karla Roberta, který mu odňal sečovské panství a v roce 1321 jej daroval šlechticům z rodu Bokša. Součástí tohoto panství byly i Hriadky.
V roce 1969 bylo na levém břehu odvodňovacího Manova kanálu objeveno sídliště tiszapolgárské kultury.